# Spy (plaats)
Spy is een dorp in het NW van de Belgische provincie Namen en een deelgemeente van Jemeppe-sur-Sambre. Tot 1 januari 1977 was het een zelfstandige gemeente. Spy is bekend als een van de vindplaatsen van resten van de neanderthaler-mens.

## Demografische ontwikkeling
- Bronnen:NIS, Opm:1831 tot en met 1970=volkstellingen, 1976= inwoneraantal op 31 december

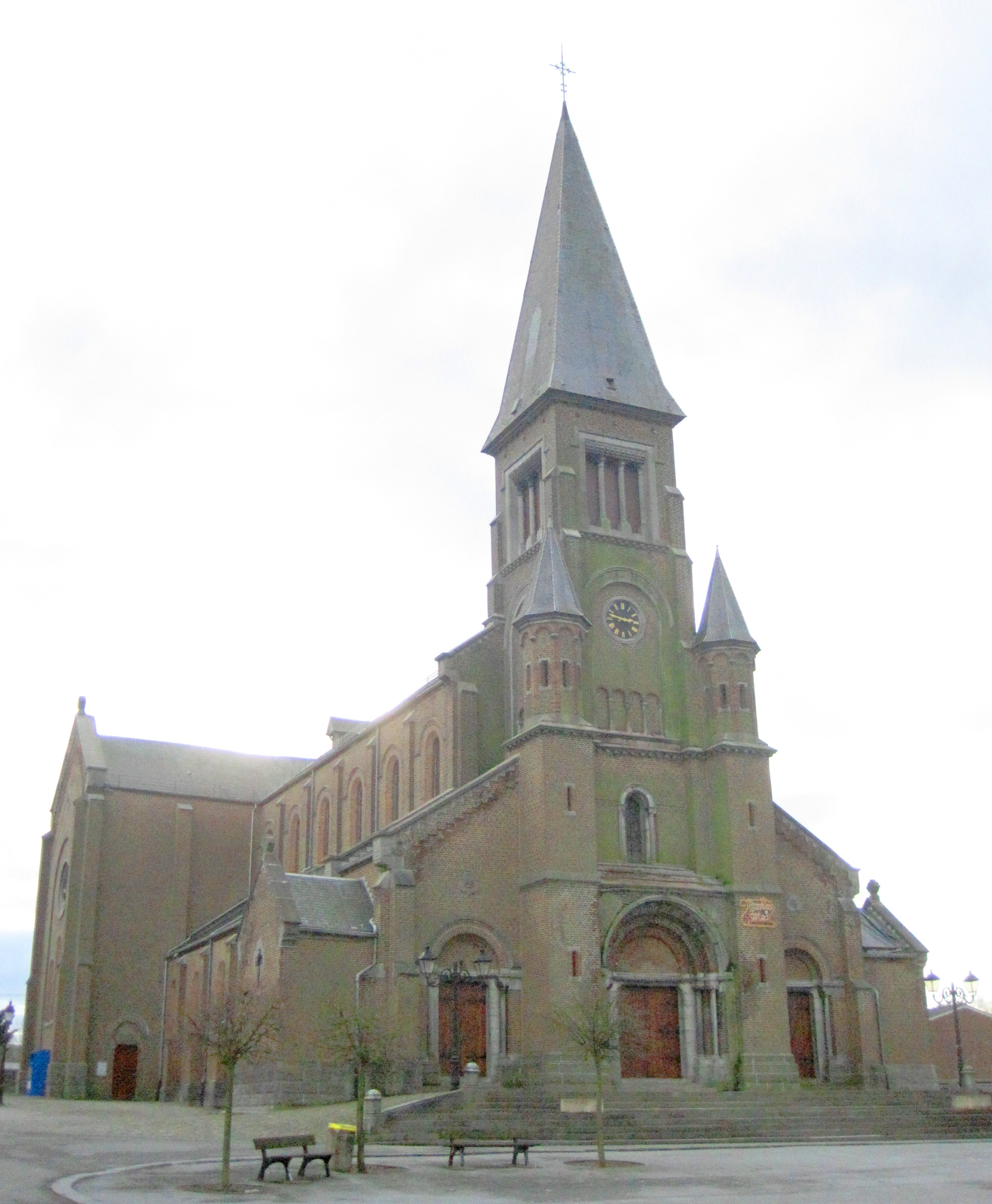
Sint-Amanduskerk in Spy